# Чамерія

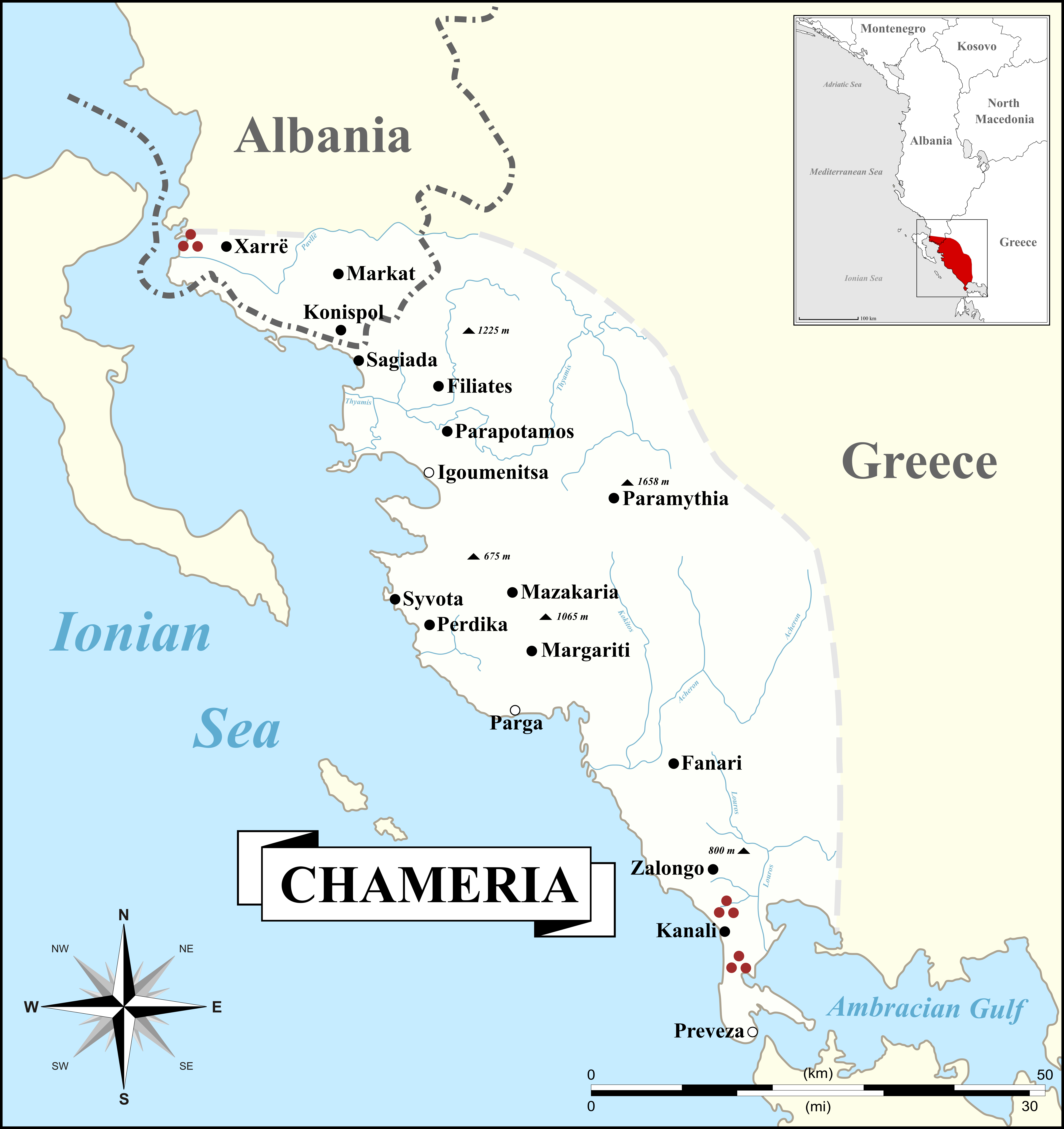
Область Чамерія

Чамерія (алб. Çamëria, грец. Τσαμουριά Tsamouriá) — частина прибережної області Епір, що охоплює південь Албанії і північно-західну Грецію. Термін використовується на означення умовного територіального формування в середовищі албанців (й частини греків).
Поняття «чамерія» використовується як ознака територіального поширення субетносу чамів. Більшість території, що називається Чамерія, розділено між грецькими номами Теспротія (Thesprotia) і Превеза (Preveza), та південним краєм Албанії Саранда (Sarande) району й деякими селами в номі Яніна. Цей термін не визнаний у Греції, почасти через його передбачуване суперечливе тлумачення та можливе сприяння поширення албанського іредентизму, а почасти через те, що грецькі топоніми Епір і Теспротія були відомі в цьому регіоні ще з найдавніших часів.

## Географічні особливості
Оскільки територія Чамерії знаходиться, здебільшого, на північному заході Греції в прибережній зоні, то там характерні всі особливості середзенмоморського клімату притаманного для гірської півночі грецьких гір.

### Етимологія
Чамерія названа на честь аетносу Чамів, шляхом додавання суфікса-«еріа», що албанською мовою означає «земля Чамів». Цю територіальну ознаку було вперше застосовано до територій сучасної Теспротії за часів османського панування і в наш час вона поширилася на всі, колишні, території компактного проживання цього етносу. Ще одним фактором, який повпливав на етимологію-найменування цієї території, була давньогрецька назва річки Тяміс (Thyamis), яка за албанською вимовою читається як Чам (Cham) — оскільки ця річка була ореалом поширення етносу чамів.

### Рельєф та клімат
Чамерія складається в основному гористої місцевості — гірські долини, пагорби та гори концентруються у її південній частині, в той час як сільськогосподарські угіддя знаходяться в північній частині та в прибережній морській зоні. Більшість сільськогосподарських господарств тісно прив'язані до сітки доріг і річок в межах долин. В Чамерії протікає п'ять річок, а саме, Павлло (Pavllo) на півночі, Ахеронт (Acheron), Лоурос Арахтос (Louros Arachthos) і Тяміс (Thyamis) — чотири з перелічених знаходяться в Греції, і лише одна в Албанії.